# Paul Reymer
Paul Johan Reymer (Renkum, 11 april 1882 - Uden, 26 februari 1952) was een Nederlands jurist en politicus.
Reymer was een telg van een katholieke familie van Gelderse steenfabrikanten, die onder meer minister was. Na advocaat en kantonrechter te zijn geweest was hij vier jaar een onopvallend Tweede Kamerlid. Hij werd daarna burgemeester van Hilversum (daarvoor was hij twee jaar wethouder van deze gemeente geweest) en Eerste Kamerlid.

## Minister van Waterstaat
Als minister van Waterstaat in het kabinet-Ruijs de Beerenbrouck III was hij geen succes; volgens Oud was hij volstrekt onministeriabel. Hij bracht wel een regeling voor de radiozendtijd tot stand, nadat een internationale conferentie Nederland twee zenders op de middengolf had toegewezen. De liberale AVRO eiste een van beide kanalen op voor zichzelf, omdat zij alle stromingen in de samenleving zou vertegenwoordigen.  Minister Reymer koos evenwel voor de verdeelsleutel: AVRO (algemeen), KRO (rooms-katholiek), NCRV (protestant-christelijk) en VARA (socialistisch) elk 20%. Van de overgebleven 20% kreeg de kleine VPRO (vrijzinnig protestant) 5% en 15% werd gereserveerd voor algemene uitzendingen. De AVRO organiseerde een volkspetitionnement (400.000 handtekeningen) en een manifestatie in de Houtrusthallen in Den Haag, waarbij voor het eerst het verkeer vast kwam te zitten. Het zendtijdbesluit van 1930 wordt vaak opgevoerd als het hoogtepunt van de Nederlandse verzuiling. De zendtijdverdeling van Reymer bleef gehandhaafd tot de inwerkingtreding van de Omroepwet in 1969.
Na zijn ministerschap werd hij na enkele jaren benoemd tot burgemeester van Roermond. Vanwege zijn pro-Duitse houding tijdens de oorlog werd Reymer na de bevrijding gevangengenomen, maar later ontoerekeningsvatbaar verklaard. Toch kreeg hij na een speciale procedure uiteindelijk zijn ontslag en verloor hij zijn pensioenaanspraken. Bovendien moest hij in 1950 zijn koninklijke onderscheiding (Nederlandse Leeuw) inleveren.

## Familie
Het Kamerlid Stephanus Martinus van Wijck was een oom van hem.